# 13 Delphini
13 Delphini (13 Del) es una estrella en la constelación del Delfín de magnitud aparente +5,61.
De acuerdo a la nueva reducción de los datos de paralaje de Hipparcos, se encuentra a 429 ± 32 años luz del sistema solar.
13 Delphini es una estrella blanca de la secuencia principal de tipo espectral A0V.
Las estrellas blancas de la secuencia principal son frecuentes en el cielo nocturno y en la constelación del Delfín ζ Delphini e ι Delphini son dos ejemplos.
13 Delphini tiene una temperatura efectiva de 9840 K y es una estrella muy parecida a Vega (α Lyrae) o a γ Piscis Austrini, también estrellas A0V.
Sin embargo, 119 veces más luminosa que el Sol, emite tres veces más radiación que Vega.
Como otras estrellas análogas, 13 Delphini gira sobre sí misma a gran velocidad, siendo su velocidad de rotación proyectada de 170 km/s.
Su masa es de casi tres masas solares y ya ha recorrido más del 85% de su trayectoria como estrella de la secuencia principal.
13 Delphini forma un sistema binario con una compañera de magnitud +8,51.
La separación entre ambas es de 1,5 segundos de arco, habiendo permanecido prácticamente inalterada durante los últimos 160 años.